# Domini de Fatou Bieberbach
Un domini de Fatou-Bieberbach és un subconjunt obert propi {\displaystyle \mathbb {B} } de {\displaystyle \mathbb {C} ^{n}} biholomòrfic a 
{\displaystyle \mathbb {C} ^{n}}. En altres paraules, existeix una aplicació biholomorfa {\displaystyle \Psi :{\mathbb {B} }\rightarrow \mathbb {C} ^{n}}, és a dir holomorfa amb aplicació inversa holomorfa. Per a {\displaystyle n=1} no existeix cap domini de Fatou Bieberbach: una aplicació biholomorfa sobre {\displaystyle \mathbb {C} } és necessàriament una aplicació afí, car surjectiva. Es poden trobar uns exemples en dimensió complexa almenys 2, com ara els bassins d'actració dels punts fixos de les aplicacions de Hénon.